# Burg Pfannberg
Die Burgruine Pfannberg, auch Alt-Pfannberg genannt, ist die Ruine einer Höhenburg in der Gemeinde Frohnleiten in der Steiermark. Ihre Geschichte führt zurück bis in das frühe 13. Jahrhundert. Sie war eine der bedeutendsten Burgen im Murtal.

## Lage
Die Burgruine liegt südöstlich von Frohnleiten in der Katastralgemeinde Pfannberg. Sie steht auf einer Bergkuppe des Hochsiedlungsgebietes des Trötsch. Der Zugang zur Burg erfolgte über einen Sattel im Süden, wo früher der Meierhof stand.

## Geschichte
Die Burg wurde vermutlich zu Beginn des 13. Jahrhunderts von den Hochfreien von Peggau erbaut, die darum als Grafen von Pfannberg bekannt wurden. Aus dem Jahr 1214 ist ein Ritter Wichart de Phannenberch bekannt. 1250 wird die Burg als castrum bezeichnet.
Nachdem 1362 der letzte männliche Pfannberger gestorben war, kam die Burg in den Besitz der Bregenzer Linie der Vorarlberger Grafen von Montfort, die sie weiter ausbauten, und sich dann Montfort-Bregenz-Pfannberg nannten. Sie besaßen  die Herrschaft bis 1524, und übersiedelten dann nach Peggau (Beckach). Im Jahr 1599 wird die Anlage als baufällig bezeichnet. Der endgültige Verfall setzte aber erst im 17. Jahrhundert ein.
Seit 1952 kam es immer wieder zu Erhaltungs- und Restaurierungsmaßnahmen.

## Beschreibung

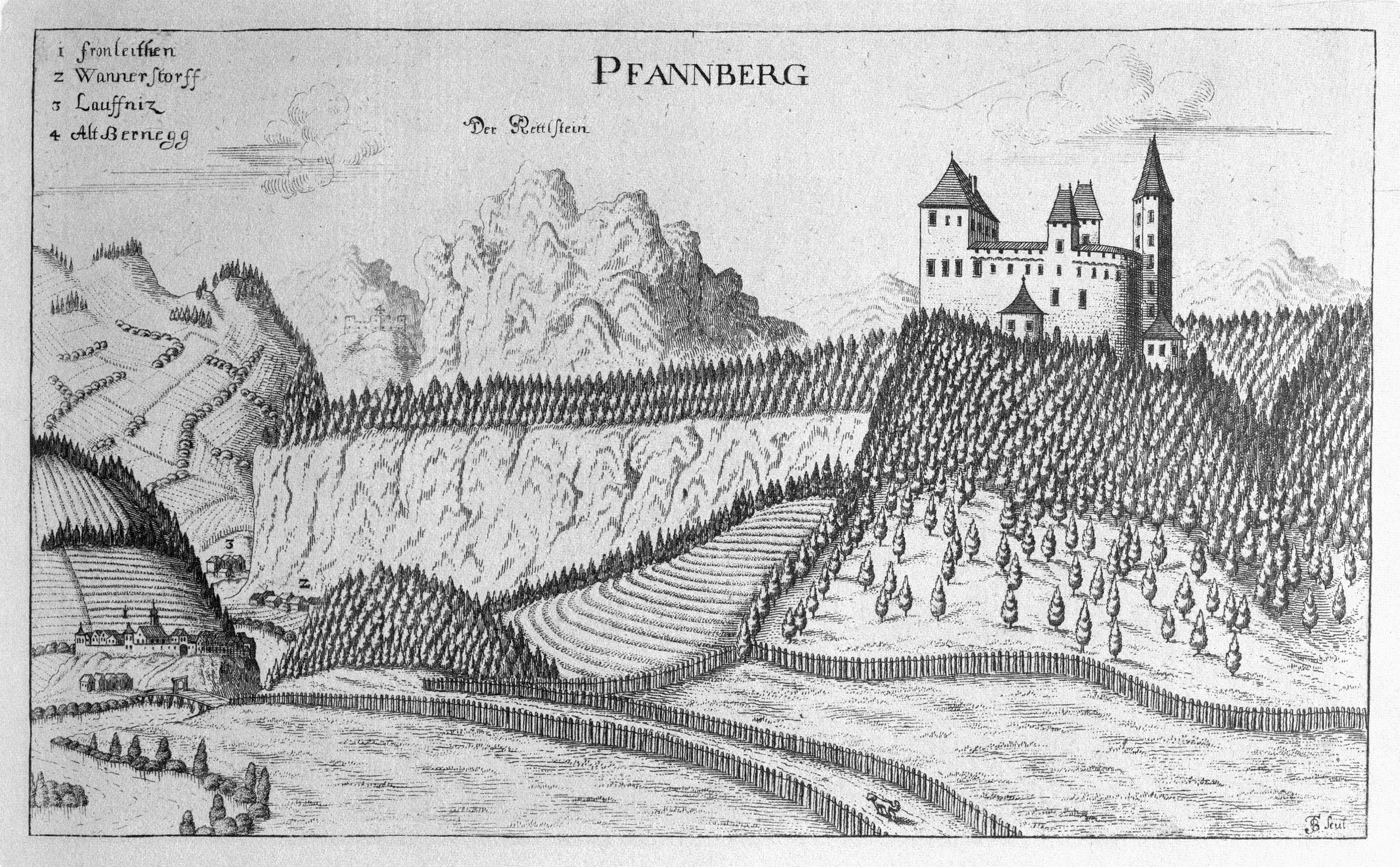
Burg Pfannberg 1681

Die Anlage ist von einer Ringmauer umgeben, die der Abbruchkante des Geländes folgt. Der siebeneckige Bergfried im südlichen Teil der Burg stand auf einem Felsblock und stammte aus dem 13. Jahrhundert. Er wurde in der zweiten Hälfte des 20. Jahrhunderts gesprengt und ist heute nur mehr ein Schutthaufen. Nur an der nördlichen Seite bestehen noch wenige  Mauerreste aus massivem Bruchsteinmauerwerk.

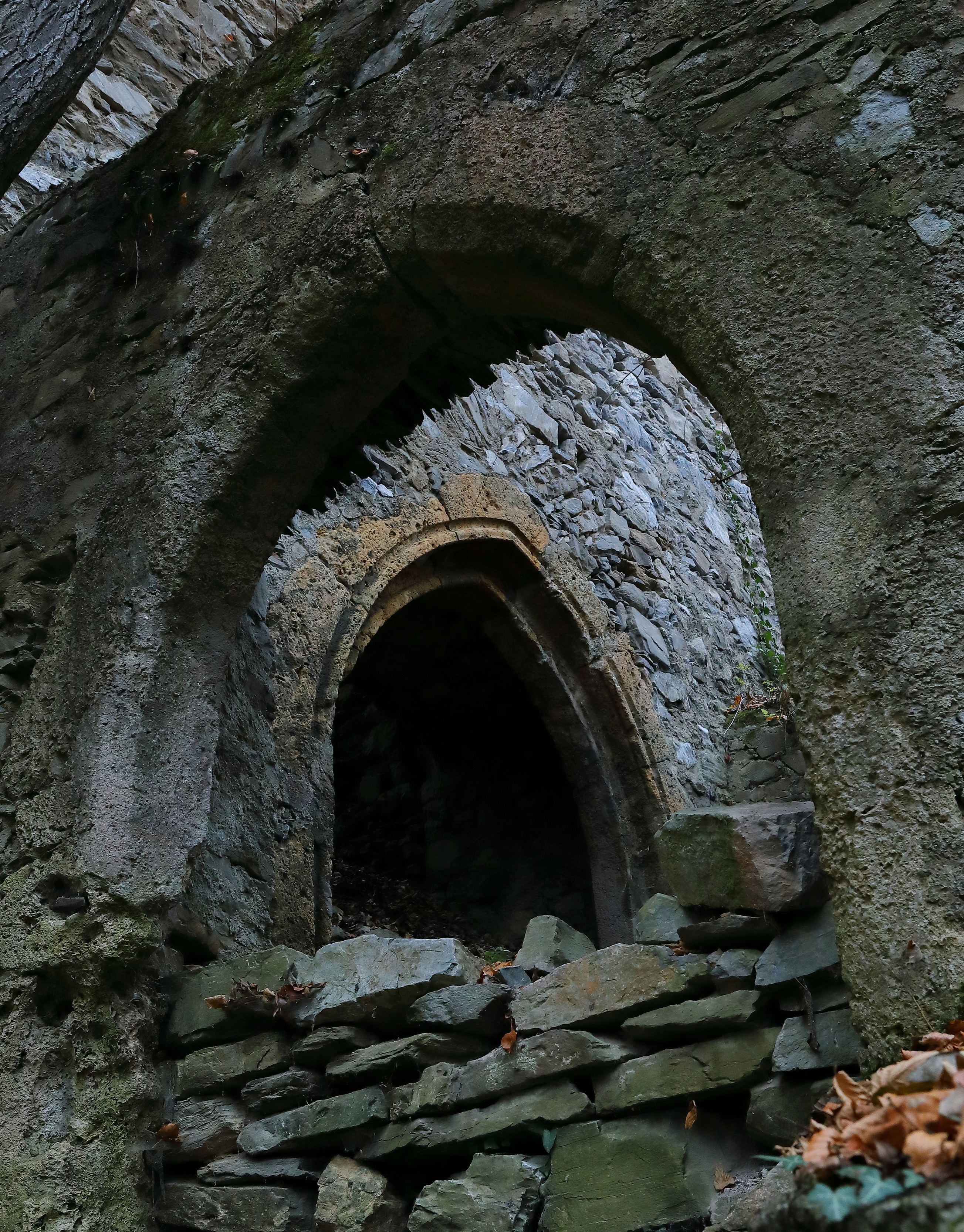
Spitzbogenportal Pfannberg

Im Norden befindet sich ein in die Ringmauer gestellter, dreigeschoßiger Palas aus der Wende des 14. zum 15. Jahrhundert. Er war in drei Hauptteile unterteilt die jeweils durch Zwischenmauern getrennt waren. Der geräumige Burghof war früher durch eine Sperrmauer mit Tor zweigeteilt. Im östlichen Teil befinden sich die Reste der Burgkapelle. Heute ist nur mehr ein Teil der Apsismauer erhalten. An der nördlichen Kapellenwand befand sich ein Fresko aus dem zweiten Viertel des 15. Jahrhunderts. Es zeigt die Krönung Mariens sowie den 1423 verstorbenen Hugo von Montfort mit Familie. 1954 wurde es abgenommen und befindet sich heute im Universalmuseum Joanneum in Graz. Das Spitzbogenportal mit Sandsteingewände, durch das der Palas betreten wurde, liegt im Süden. Es reicht bis in das zweite Obergeschoß. Die teilweise aus Ziegeln gemauerten Flachbogennischen mit viereckigen Fenstern stammen von einem späteren Umbau.
Beim südlichen Zugang zur Burg befinden sich die Reste der Verteidigungsanlagen. Südlich des Bergfriedes befindet sich eine Barbakane, die den Zugang sicherte. Westlich des Turmes befindet sich ein Tor, das heute durch herabgefallene Mauerstücke versperrt ist. Es führte ursprünglich zum Zwinger. An diesen Zwinger ist ein heute noch teilweise erhaltener Torturm angebaut, der in den inneren Burghof führte. Das innere Tor hat einen halbrunden, basteiartigen Vorbau, der das äußere Tor umfasst. Dieser Vorbau wurde wahrscheinlich später als das innere Tor errichtet, worauf die Schlüssellochscharten schließen lassen. Beide Tore haben ein gotisches Steingewände. Die heute eingestürzte Torkammer war durch einen Wehrgang, der über der Mauerbrüstung der Ringmauer verlief, mit dem Palas und dem Bergfried verbunden. Die Wehrgalerie stammt wahrscheinlich aus dem 15. oder 16. Jahrhundert, worauf die Schießscharten hinweisen. Diese wechseln sich mit den rechteckigen Fenstern ab.
Dem Torturm gegenüber befindet sich ein an die Ringmauer angebautes, turmartiges Gebäude, das zumindest im unteren Teil aus dem 13. Jahrhundert stammt und wahrscheinlich der alte Palas war. Nach dem Bau des neuen Palas wurde der alte  vermutlich teilweise abgetragen und aufgestockt. Nördlich von diesem Gebäude befinden sich die Reste eines Wohngebäudes aus dem 13. Jahrhundert.